# Daqin-Pagode

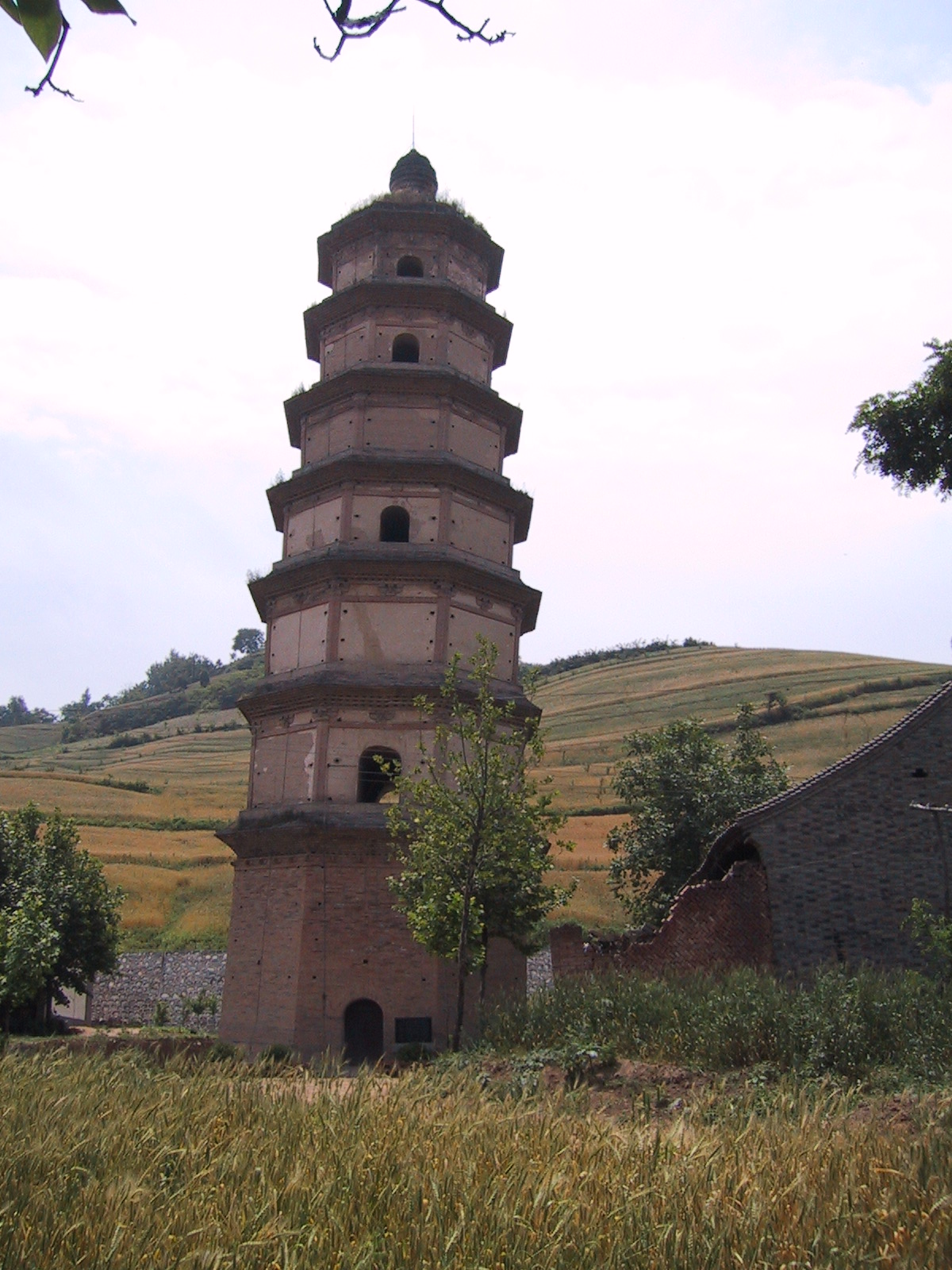
Daqin-Pagode

Bei der sogenannten Daqin-Pagode (chinesisch 大秦塔, Pinyin Dàqín tǎ) bzw. Pagode des Daqin-Klosters (大秦寺塔,  Dàqín sìtǎ) im Kreis Zhouzhi von Xi’an in der chinesischen Provinz Shaanxi handelt es sich um die Überreste des frühesten christlichen Kirchengebäudes in China aus der Zeit der Tang-Dynastie. Der nestorianische Gebäudekomplex wurde 650 von Mitgliedern der Assyrischen Kirche des Ostens errichtet. Er befindet sich in unmittelbarer Nachbarschaft des Louguan Tai.
Die Pagode des Daqin-Klosters steht seit 2006 auf der Liste der Denkmäler der Volksrepublik China (6-775).